# Paul Wagner (giocatore di baseball)
Paul Allen Wagner (Milwaukee, 14 novembre 1967) è un ex giocatore di baseball statunitense, di ruolo lanciatore.

## Biografia
Militò in Major League dal 1992 al 1999, lanciando per i Pittsburgh Pirates (1992-1997), i Milwaukee Brewers (1997-1998) e i  Cleveland Indians (1999). Il 29 agosto 1995 andò vicinissimo a registrare un no-hitter contro i Colorado Rockies: subì, infatti, una sola valida da Andrés Galarraga al nono inning con due battitori già eliminati. Se completato, sarebbe stato il primo no-hitter per i Pirates dopo quello ottenuto da John Candelaria nel 1976. Wagner concluse la carriera in MLB con una Media PGL di 4,83. Lanciò complessivamente per 598,2 inning concedendo 640 valide e 321 punti.